# Brad Leaf
Bradley Jay Leaf, detto Brad (in ebraico ברד ליף‎?; Indianapolis, 17 maggio 1960), è un ex cestista statunitense naturalizzato israeliano.
È il padre di T.J. Leaf.

## Carriera
Venne selezionato dagli Indiana Pacers al settimo giro del Draft NBA 1982 (146ª scelta assoluta), ma non giocò mai nella NBA.
Con Israele ha partecipato ai Campionati europei del 1995.

## Palmarès

### Squadra
- Campionato israeliano: 4

Hapoel Galil Elyon: 1992-93
Maccabi Tel Aviv: 1995-96, 1996-97, 1997-98
- Coppa di Israele: 3

Hapoel Galil Elyon: 1987-88, 1991-92
Maccabi Tel Aviv: 1997-98

### Individuale
- Ligat ha'Al MVP: 1

Hapoel Galil Elyon: 1989-90